# Javorec
Javorec (macedónul: Јаворец) település Észak-Macedóniában, a Délnyugati körzet Kicsevói járásában, 2013-ig a Drugovói járás része volt, ami teljes egészében beolvadt a Kicsevói járásba.

## Népesség
| Lakosok száma | 172  | 193  | 139  | 142  | 18   | 9    | 7    | 5    | 1    |
|               | 1948 | 1953 | 1961 | 1971 | 1981 | 1991 | 1994 | 2002 | 2021 |

2002-ben 5 lakosa volt, akik mindannyian macedónok.